# Calliactis algoaensis
Calliactis algoaensis is een zeeanemonensoort uit de familie Hormathiidae.
Calliactis algoaensis is voor het eerst wetenschappelijk beschreven door Carlgren in 1938.